# Alfa Bierfeesten

Alfa Bierfeesten poster 2025

De Alfa Bierfeesten zijn een Zuid-Limburgs bier- en muziekevenement dat plaatsvindt op het terrein van de Alfa Brouwerij in Thull, gemeente Beekdaelen. Het festival werd oorspronkelijk georganiseerd onder de naam Thuller Bierfeesten in 1989, 1990 en 1991 en keert in 2025 terug onder de huidige naam. Het evenement bestaat uit meerdere dagen met muziekoptredens, culturele bijdragen en bierconsumptie en is opgezet als een jaarlijks terugkerend publieksevenement.

## Geschiedenis
De Alfa Bierfeesten vinden hun oorsprong in de Thuller Bierfeesten, die in 1989, 1990 en 1991 werden georganiseerd op het terrein van de Alfa Brouwerij in Thull. Het initiatief kwam van Leo en Harry Meens, derde en vierde generatie binnen de familie Meens. Het evenement had als doel het levend houden van Limburgse cultuur en het versterken van sociale verbondenheid in de regio. Het feest in 1990 trok circa 4.000 bezoekers. Een geplande derde editie werd geannuleerd na het overlijden van Leo Meens. Zijn zoon Harry Meens vond het niet gepast om zonder hem verder te gaan, waarmee de oorspronkelijke reeks van Thuller Bierfeesten eindigde.
In 2025 wordt het festival heropgestart onder de naam Alfa Bierfeesten, op initiatief van Michelle Meens. De nieuwe naam verwijst naar de brouwerij zelf en markeert een herpositionering van het oorspronkelijke concept. Het vernieuwde evenement wordt gepresenteerd als een laagdrempelig publieksevenement dat biercultuur, Limburgse traditie en gastvrijheid samenbrengt.
Het festival is opgezet als een meerdaags evenement op het brouwerijterrein, met het voornemen om het in de toekomst jaarlijks te laten terugkeren. De herintroductie werd aangekondigd via regionale media en leidde tot zowel positieve reacties als zorgen van omwonenden over mogelijke overlast.

## Festivaledities

### 1989
De eerste editie van het evenement, toen nog onder de naam Thuller Bierfeesten, vond plaats op zondag 23 juli 1989 op het terrein van de Alfa Brouwerij in Thull. Het betrof een eendaags openluchtevenement met gratis toegang. De opzet was kleinschalig en gericht op streekgebonden muziek en ontmoeting.

### 1990
De tweede editie vond plaats op zondag 2 september 1990 en viel samen met het 120-jarig bestaan van de brouwerij. Het terrein rondom de Alfa Brouwerij bood ruimte aan circa 4.000 bezoekers. Het evenement benadrukte sociale verbondenheid en het levend houden van Limburgse cultuur.

### 1991
Een derde editie stond gepland voor zondag 18 augustus 1991, maar werd kort voor aanvang afgelast vanwege het overlijden van Leo Meens. Zijn zoon Harry Meens vond het niet gepast om zonder hem verder te gaan, waarmee de oorspronkelijke reeks van Thuller Bierfeesten eindigde.

### 2025
Na een onderbreking van ruim dertig jaar wordt het festival in 2025 nieuw leven ingeblazen onder de naam Alfa Bierfeesten. De organisatie is in handen van Michelle Meens. De editie van 2025 is gepland als een driedaags evenement op 29, 30 en 31 augustus, opnieuw op het terrein van de Alfa Brouwerij. Het vernieuwde evenement is bedoeld om Limburgse cultuur, ambacht en muziek te vieren en bij te dragen aan maatschappelijke samenhang in de regio. Bovendien zet de Alfa Brouwerij dit festival in om haar 150-jarige bestaan te vieren. Toen de brouwerij in 2020 150 jaar bestond, kon het feest niet doorgaan. Dit jubileum viert Alfa daarom in 2025 met de Alfa Bierfeesten.

## Artiesten

### 1989 - 1991
Tijdens de eerste twee edities van het festival, destijds georganiseerd onder de naam Thuller Bierfeesten, lag de nadruk op Limburgse volksmuziek, cabaret en blaasmuziek. In 1989 traden de blaaskapel De Dorsvlegels, troubadour Sjef Diederen en cabaretier Pierre Cnoops op.
De editie van 1990 bood een uitgebreider programma met bijdragen van fanfare Sint Donatus, De Göhltaler, Jean Keulen, Sjef Diederen en Pierre Cnoops.
Voor de geannuleerde editie van 1991 stonden optredens gepland van De Dorsvlegels, Sjef Diederen en de Belgische Piccolo Jazz & Dixieland Band.

### 2025
De editie van 2025 bestaat uit drie dagen met regionale, nationale en internationale artiesten.

#### Vrijdag 29 augustus
DJ Marco (dance), de Gibson Brothers (disco), Fab Morvan (pop), Rolf Sanchez (Latin-pop), Kris Kross Amsterdam (EDM en urban) en DJ Percy (dance).

#### Zaterdag 30 augustus
Die Fetzig’n (volksmuziek), Beppie Kraft (Limburgse muziek), Dieter Koblenz (schlager), Calvin Horsch (feestmuziek), Lex Uiting (Limburgse pop), Mickie Krause (schlager en feestmuziek) en DJ Ötzi (pop en schlager).

#### Zondag 31 augustus
Beekdaeler Muzikanten (blaasmuziek), Patty Pam-Pam (Limburgse feestmuziek), Danny Pouwels (feestmuziek), Luna Sabella (pop), Rempetemp (vastelaovend) en Wir Sind Spitze (feestmuziek).

## Opzet en karakter
De Alfa Bierfeesten zijn opgezet als een meerdaags publieksevenement op en rond het terrein van de Alfa Brouwerij in Thull. Het festival combineert livemuziek met elementen van Limburgse cultuur en bierconsumptie. Het evenement is bedoeld om bij te dragen aan maatschappelijke samenhang en een gevoel van verbondenheid in de regio. Daarnaast biedt het een podium aan Limburgse cultuur, ambacht en tradities.
Voor de editie van 2025 is een programma aangekondigd met optredens van artiesten uit verschillende muziekgenres, waaronder regionale acts. Tijdens het festival worden bieren van de brouwerij geschonken en zijn er horecapunten met eet- en drinkgelegenheden.
Ook zijn voor deze editie verkorte brouwerijrondleidingen, kinderactiviteiten en culturele bijdragen zoals optredens van schutterijen aangekondigd. De invulling kan per editie verschillen.

## Organisatie en betrokkenen
De Alfa Bierfeesten worden georganiseerd in opdracht van de Alfa Brouwerij. Sinds de herintroductie in 2025 ligt de uitvoering van het festival bij Stichting Landgraafse Tentfeesten. De inhoudelijke aansturing namens de brouwerij wordt verzorgd door Michelle Meens.
De eerdere edities van het festival, destijds bekend onder de naam Thuller Bierfeesten, werden in 1989 en 1990 rechtstreeks georganiseerd door de brouwerij.